# خیابان ۲۳۰۰ جکسون (ترانه)
«خیابانِ ۲۳۰۰ جکسون» (به انگلیسی: 2300 Jackson Street) یک تک‌آهنگ است که در سال ۱۹۸۹ توسط جکسون‌ها از آلبوم آن‌ها به همین نام منتشر شد. این تنها آهنگ در آلبوم با حضور مایکل و مارلون جکسون است، زیرا آن‌ها قبل از جلسه‌های ضبط بعدی گروه را ترک کرده بودند. در این آهنگ دو خواهر جکسون نیز حضور دارند: ربی و جنت. «خیابان ۲۳۰۰ جکسون» دربارهٔ خانه دوران کودکی خانواده جکسون در خیابان ۲۳۰۰ جکسون در گری، ایندیانا است.

## موزیک ویدئو
موزیک ویدئو توسط گرگ گلد کارگردانی شد و توسط فیل رز تهیه شد. در این ویدئو بیشتر اعضای خانواده جکسون حضور دارند. لاتویا نه در موزیک ویدئو و نه در آهنگ بود، زیرا او در آن زمان از خانواده طرد شده بود. مارلون در حالی که در آهنگ می‌خواند، در موزیک ویدئو حضور ندارد. برخی از صحنه‌ها عبارتند از خانواده جکسون در حال بازی در استخر و جرمین، تیتو، رندی و جکی در حال بازی فوتبال. همچنین برخی از اعضای خانواده جکسون را در حال خواندن این آهنگ با هم نشان می‌دهد. این ویدئو در مارس ۱۹۸۹ در هایونهرست، انسینو، لس آنجلس گرفته شد.

### حاضران در ویدئو
- آستین براون
- جرمین جکسون
- برندی جکسون
- جیمی جکسون
- جکی جکسون
- جنت جکسون
- جرمی مالدونالدو جکسون
- جرمین جکسون جونیور
- جو جکسون
- جرمین جکسون
- کاترین جکسون
- مایکل جکسون
- رندی جکسون
- ربی جکسون
- زیگموند اسکو جکسون جونیور
- استیسی براون
- تی.جی. جکسون
- تیتو جکسون
- تاج جکسون
- تاریل جکسون
- یاشی براون